# Forknasjön
Forknasjön är en sjö i Osby kommun i Skåne och ingår i Skräbeåns huvudavrinningsområde. Sjön har en area på 0,0659 kvadratkilometer och ligger 93,9 meter över havet.

## Delavrinningsområde
Forknasjön ingår i det delavrinningsområde (624645-140978) som SMHI kallar för Mynnar i Immeln. Medelhöjden är 108 meter över havet och ytan är 12,35 kvadratkilometer. Räknas de 2 avrinningsområdena uppströms in blir den ackumulerade arean 56,52 kvadratkilometer. Vattendraget som avvattnar avrinningsområdet har biflödesordning 2, vilket innebär att vattnet flödar genom totalt 2 vattendrag innan det når havet efter 55 kilometer. Avrinningsområdet består mestadels av skog (75 procent). Avrinningsområdet har 0,67 kvadratkilometer vattenytor vilket ger det en sjöprocent på 5,4 procent.